# Juan Pablo Gil
Juan Pablo Gil Almada (Culiacán, Sinaloa, México 16 de noviembre de 1989) es un actor mexicano que alcanzó mayor popularidad gracias a su papel de Charlie Noble en la película de Warner Bros. titulada Nosotros los Nobles.

## Biografía
Juan Pablo Gil Almada nació el 16 de noviembre de 1989. Su carrera actoral comenzó en 2010, cuando formaba parte del Centro de Educación Artística (CEA) de  Televisa y se le presentó la oportunidad de ser parte del elenco de la puesta en escena Todo sobre mi madre historia de Pedro Almodovar la cual se estrenó en el Teatro de los Insurgentes en (2010) siendo esta su primera oportunidad como actor, la puesta en escena tuvo una gira por las principales ciudades de México.
En 2011 y 2012 realizó importantes participaciones en los programas unitarios de Televisa mismos años en los que realizó sus participaciones en las películas Malaventura, Nosotros los Nobles y Amor a primera vista, todas se estrenaron en 2013.
En 2013 Juan Pablo Gil formó parte del elenco protagónico de la segunda temporada de la telenovela Niñas mal de MTV Latinoamérica.
En 2014 se integra al elenco de la telenovela Mi corazón es tuyo del productor Juan Osorio, cuyas transmisiones inician el mes de junio por el Canal de las Estrellas de Televisa.
En abril del mismo año es galardonado en la 10.ª entrega de los premios Canacine como promesa masculina del año por su papel en la película Nosotros los Nobles.

## Trayectoria

### Teatro
| Año  | Título              | Personaje |
| ---- | ------------------- | --------- |
| 2010 | Todo sobre mi madre | Esteban   |

### Series de televisión
| Año       | Título                               | Capítulo | Personaje                                       |
| --------- | ------------------------------------ | --- | ----------------------------------------------- |
| 2011-2013 | La rosa de Guadalupe                 | 1. Amor ilegal (2011) 2. Tuyo es mi corazón (2012) 3. Las verdaderas pruebas de amor (2012) 4. El precio de un error (2012) 5. La música del amor (2013)                    | 1. Irving 2. Noé 3. Ramón 4. Adrián 5. Leonardo |
| 2012-2018 | Como dice el dicho                   | 1. El que se fue a la villa.. (2012) 2. El que no sabe aprenderá.. (2016) 3. Quien oye y calla consciente (2018) 4. Mas vale poco y bien allegado que mucho y robado (2018) | 1. Daniel 2. Danilo 3. Ricardo 4. Isaac         |
| 2019      | Decisiones: unos ganan otros pierden | 1.La venganza | 1.Federico Lombarti                             |

### Cine
| Año  | Título              | Personaje              |
| ---- | ------------------- | ---------------------- |
| 2013 | Nosotros los Nobles | Carlos "Charlie" Noble |
| 2013 | Amor a primera visa | Manolo                 |
| 2011 | Malaventura         | Nicolás                |

### Telenovelas
| Año       | Título                               | Personaje                                         |
| --------- | ------------------------------------ | ------------------------------------------------- |
| 2013      | Niñas mal                            | Álex de la Fuente                                 |
| 2014-2015 | Mi corazón es tuyo                   | León González Contreras                           |
| 2015-2016 | A que no me dejas                    | Alan Greepe                                       |
| 2016      | Las amazonas                         | Emiliano Guzmán Huerta                            |
| 2016      | Por siempre Joan Sebastian           | Rodrigo Figueroa                                  |
| 2017      | El vuelo de la Victoria              | Arturo Acevedo Rosales                            |
| 2019-2020 | El Dragón: el regreso de un guerrero | Jorge Garza Martínez                              |
| 2020      | Como tú no hay 2                     | Adán Orozco Campos                                |
| 2021      | Si nos dejan                         | Francisco «Paquito» Caballero Mezquita            |
| 2022      | La herencia                          | Lucas del Monte Arango                            |
| 2024      | El ángel de Aurora                   | Édgar Bautista                                    |
| 2025      | Me atrevo a amarte                   | Gabino Mendoza García / Gabino Pérez-Soler Méndez |

### Programas
| Año  | Título       | Personaje   |
| ---- | ------------ | ----------- |
| 2023 | Top Chef VIP | Concursante |

## Premios y nominaciones

### Premios Canacine
| Año  | Categoría                 | Película            | Resultado |
| ---- | ------------------------- | ------------------- | --------- |
| 2014 | Promesa Masculina del año | Nosotros los Nobles | Ganador   |

### Premios TVyNovelas
| Año  | Categoría           | Producción         | Resultado |
| ---- | ------------------- | ------------------ | --------- |
| 2017 | Mejor actor juvenil | Las amazonas       | Nominado  |
| 2015 | Mejor actor juvenil | Mi corazón es tuyo | Nominado  |

### Kids Choice Awards México
| Año  | Categoría                 | Nominado       | Resultado |
| ---- | ------------------------- | -------------- | --------- |
| 2015 | Mejor revelación favorita | Juan Pablo Gil | Nominado  |